# Lem Ryan
Lem Ryan, seudónimo de Francisco Javier Miguel Gómez (Barcelona, España, 1965), es un escritor español que inició su obra literaria con las novelas populares, también conocidas como «de a duro», «de quiosco» o bolsilibros, logrando publicar su primer trabajo de este tipo, la novela de ciencia ficción ... Y ella le avisó (número 123 de la colección «Héroes del Espacio», de Ediciones Ceres), a la temprana edad de 17 años. En esta primera etapa de su actividad como escritor tocó casi todos los géneros populares, en ocasiones mezclándolos. Destacan en su producción títulos como Sombras del caos, considerado como una de las primeras contribuciones hispanas a los Mitos de Cthulhu, y Cazadores de vampiros, precursora del género Weird West.
En cuanto al seudónimo, el propio autor explica a José Carlos Canalda que la primera parte del mismo fue un homenaje a Stanislaw Lem, mientras lo de Ryan se debió a una película de Ryan O'Neal.
El hecho de haberse incorporado al mercado de los bolsilibros en la década de los ochenta, etapa final ya de este formato, truncó la que iba siendo una prolífica y prometedora producción literaria. 
Su vida transcurrió entonces por otros derroteros laborales, abandonando la escritura durante toda la década de los noventa. 
En 2007 retoma su carrera literaria con la publicación de la novela Nueva Era (Equipo Sirius). 
A partir de entonces reedita la saga de Katham, su personaje del género de espada y brujería, y nuevas novelas, entre ellas una serie de pastiches de Sherlock Holmes y colaboraciones en diversas obras colectivas. 
Esta nueva etapa literaria de uno de los autores «míticos» de los bolsilibros es muy bien recibida por lectores nostálgicos y por aficionados a los géneros populares y al ciclo literario de los mitos lovecraftianos, géneros y temáticas que el autor siempre se ha caracterizado por mezclar en tramas trepidantes y fantásticas por las que ahora hace desfilar todo tipo de personajes ya clásicos de la literatura y el cine, desde el citado Sherlock Holmes a Marty McFly, pasando por John Carter, Indiana Jones y muchos otros.

## Biografía
Publicó la mayor parte de su obra en las editoriales Ceres y Bruguera durante la década de los 80, cultivando diversos géneros literarios: ciencia ficción, terror, fantasía, oeste, policíaco, incluso deportivo, aunque su estilo se caracteriza precisamente por el eclecticismo y la mezcla de ellos. Así, muchos de sus relatos fusionan varios géneros, a veces de modo inverosímil.
Muy influenciado por la literatura pulp norteamericana y el comic book, y en especial por autores como H. P. Lovecraft y Robert E. Howard, hoy día sus bolsilibros son recordados con nostalgia por los aficionados al fandom, igual que los de los maestros Curtis Garland y George H. White, a pesar de que su producción fue mucho menor que la de estos autores, debido a que el colapso del mercado de los bolsilibros a finales de los ochenta le sorprendió en el momento álgido de su carrera. 
En 2006, tras dos décadas retirado del oficio de escritor, Lem Ryan regresó al mundo de la literatura. Publicó varios relatos de su serie «Bifrost: Relatos del Arco Iris» e inició una novela por entregas en el portal Sedice de literatura de género. En febrero de 2007 se publicó su novela Nueva Era. En ella retoma su estilo mezcla de diversos géneros. Posteriormente, a finales de 2013, y mediante un crowdfunding, editó dos nuevas novelas: La Frati Nigra y Katham y las sombras del caos. En febrero de 2014 publica Tierra de Dios, una novela sobre templarios ambientada en las Cruzadas, y en marzo del mismo año se reedita una de las novelas de su personaje de espada y brujería Katham, titulada La leyenda de Katham (Dlorean Ediciones), que incluye una nueva aventura. En abril de 2014 reedita Cazadores de vampiros en el primer volumen de «Weird West», una saga de aventuras sobrenaturales ambientadas en el Far West que incluye dos continuaciones de su novela escritas por Raúl Montesdeoca y Carlos Díaz Maroto. En diciembre de 2014, junto con Carlos Díaz Maroto, Raúl Montesdeoca y Néstor Allende participa en el proyecto de creación de un sello editorial denominado P.U.L.P. Ediciones (Publicaciones Universales de Literatura Pulp), donde Lem Ryan publica una trilogía de pastiches de Sherlock Holmes en el que también aparecen otros muchos personajes clásicos del pulp.
Además de su labor literaria también formó parte del llamado "Equipo B", encargándose de los guiones de diferentes colecciones dentro de Ediciones B, entre ellas las de Mortadelo y Filemón y Zipi y Zape.

## Obras
- ... Y ella le avisó. Ediciones Ceres, colección Héroes del Espacio, 123. Agosto de 1982
- Vidas sin fin. Ediciones Ceres, colección Héroes del Espacio, 133. Noviembre de 1982.
- Manos vacías. Ediciones Ceres, colección Doble Juego, 44. Enero de 1983.
- La muerte es de metal. Ediciones Ceres, colección Héroes del Espacio, 154. Marzo de 1983.
- La espada de Katham. Editorial Bruguera, colección Héroes del Espacio, 161. Mayo de 1983.
- El Ojo de Ukhlan. Editorial Bruguera, colección Héroes del Espacio, 165. Junio de 1983.
- La mordedura de la serpiente. Editorial Bruguera, colección Doble Juego, 53. Abril de 1983.
- Llámame muerte. Editorial Bruguera, colección Kansas, 1305. 1983. 1983.
- Historia de un crack. Editorial Bruguera, colección Doble Juego, 58. Mayo de 1983
- El león negro. Editorial Bruguera, colección Tam Tam, 52. Junio de 1983.
- Cazadores de vampiros. Editorial Bruguera, colección California, 1400. Marzo de 1983.
- La lesión. Editorial Bruguera, colección Doble Juego, 62. Junio de 1983.
- La nave maldita. Editorial Bruguera, colección Héroes del Espacio, 170. Agosto de 1983.
- La isla de la muerte. Editorial Bruguera, colección Héroes Tam Tam, 61. Agosto de 1983.
- Las zarpas de un gato. Editorial Bruguera, colección Doble Juego, 67. Julio de 1983.
- Espada y brujería. Editorial Bruguera, colección Héroes del Espacio, 175. Septiembre de 1983.
- La criatura de la luna. Editorial Bruguera, colección Conquista del Espacio, 687. Octubre de 1983.
- Touché. Editorial Bruguera, colección Doble Juego, 70. Agosto de 1983.
- El asesino del césped. Editorial Bruguera, colección Doble Juego, 77. Septiembre de 1983.
- La senda de la espada. Editorial Bruguera, colección Doble Juego, 83. Octubre de 1983.
- Cuando los dioses mueran. Editorial Bruguera, colección Héroes del Espacio, 192. Enero de 1984.
- Peor que morir. Editorial Bruguera, colección Héroes del Espacio, 204. Enero de 1984.
- La torre de piedra. Editorial Bruguera, colección Héroes del Espacio, 215. Septiembre de 1984.
- Sangre bajo la luna. Editorial Bruguera, colección Selección Terror, 587. Octubre de 1984.
- Sombras del caos. Editorial Bruguera, colección Héroes del Espacio, 213. Octubre de 1984. Reeditada en 2012 en la revista Delirio n.º 9 de editorial La Biblioteca del Laberinto. Premio Ignotus 2013.
- El coloso dormido. Editorial Bruguera, colección Héroes del Espacio, 215, octubre de 1984.
- Frío en el alma. Editorial Bruguera, colección Punto Rojo, 1158, octubre de 1984.
- El Señor de Graark. Editorial Bruguera, colección Héroes del Espacio, 234. Febrero de 1985.
- Violencia en las venas. Editorial Bruguera, colección Bisonte Serie Azul, 720. Febrero de 1985.
- El cometa sin rumbo. Editorial Bruguera, colección Basureros del Espacio, 4. Marzo de 1986.
- Nueva Era. Equipo Sirius, colección Transversal. Febrero de 2007. Reeditado en abril de 2009.
- El terror de Noroda. Autoeditado, colección Savage Bolsilibros, 2. Octubre de 2013.
- La Frati Nigra. Autoeditado. Noviembre de 2013.
- Katham y las sombras del caos. Autoeditado, colección Savage Bolsilibros, 1. Noviembre de 2013.
- Tierra de Dios. Autoeditado. Febrero de 2014.
- La Leyenda de Katham. Dlorean Ediciones, colección Ciudadela. Marzo de 2014.
- Cazadores de vampiros, en «Weird West», vol. 1. Dlorean Ediciones, colección Savage. Abril de 2014.
- Más allá de las sombras. Revista Delirio n.º 13 de editorial La Biblioteca del Laberinto. Mayo de 2014. Premio Ignotus 2015. Reeditada por Publicaciones Universales en 2023.
- El hombre que escapó del infierno. Relato incluido en la antología Relatos Insólitos de Ediciones Arconte. Mayo de 2014.
- Sherlock Holmes: El hombre que no existía. PULP Ediciones. Diciembre de 2014.
- Sherlock Holmes: Nunca jamás. PULP Ediciones. Diciembre de 2014. Reeditada en el volumen «El misterio de Pegram: los otros Sherlock Holmes» de La Biblioteca del Laberinto en abril de 2017.
- Sherlock Holmes: Donde nadie ha llegado. PULP Ediciones. Junio de 2015.
- El misterio de las cinco puntas. Incluida en «Weird West», vol. 4, de Dlorean Ediciones, colección Savage. Abril de 2017. Reeditada bajo el título El misterio de Five Points por Publicaciones Universales en 2023.
- El Increíble Zándor. Relato incluido en la antología benéfica «Manual de supervivencia», a favor de la Fundación Ana Bella de ayuda a mujeres maltratadas y editada por Apache Libros. Abril de 2018.
- Sandokán y el Ojo del Dragón. PULP Ediciones. Marzo de 2019.
- Todas las sombras. PULP Ediciones. Marzo de 2020.
- En el reino oscuro. Publicaciones Universales. Agosto de 2020. Reeditada en 2023.
- Poiret y el misterio de la casa embrujada. PULP Ediciones. Marzo de 2021.
- Lo que la muerte se llevó. PULP Ediciones. Julio de 2023.